# Nordre Kattegatvej
Nordre Kattegatvej er en omfartsvej mellem Primærrute 16 og Grenaa Havn. Vejen er ca. 6,1 km lang og skal lede den tunge trafik til Grenaa Havn uden om Grenaa, så byen ikke bliver belastet af for meget trafik.
Vejens forløb har været omdiskuteret i forbindelse med sagen om Waterfront.
Omfartsvejen åbnede for trafik i maj 2018. 